# Neutrino
Le neutrino est une particule élémentaire du modèle standard de la physique des particules. Les neutrinos sont des fermions de spin ½, plus précisément des leptons. Ils sont électriquement neutres. Il en existe trois « saveurs » : électronique, muonique et tauique.
L’existence du neutrino a été postulée pour la première fois en 1930 par Wolfgang Pauli pour expliquer le spectre continu de la désintégration bêta ainsi que l’apparente non-conservation du moment cinétique, et sa première confirmation expérimentale remonte à 1956.
Parce que la découverte de ces particules est récente et parce qu'elles interagissent faiblement avec la matière, au début du XXIe siècle de nombreuses expériences sont consacrées à connaître leurs propriétés exactes.

## Origine du nom
Le substantif masculin neutrino est un emprunt à l'italien neutrino, dérivé de l'adjectif neutro, (« neutre ») avec le suffixe diminutif, -ino. Neutrino signifie donc « petit neutre ».

## Histoire
En 1930, la communauté des physiciens est confrontée à une énigme : la désintégration {\displaystyle \beta } ne semble pas respecter les lois de conservation de l'énergie, de la quantité de mouvement et du spin. Pour satisfaire ces principes, Wolfgang Ernst Pauli postule l'existence d'une nouvelle particule, de charge électrique nulle, qu'il nomme initialement neutron (pour particule neutre, le neutron n'ayant pas été découvert), et dont il estime la masse au moins 100 fois inférieure à celle du proton (lettre du 4 décembre 1930 de Pauli aux participants de la réunion de Tübingen). C'est le physicien italien Edoardo Amaldi qui donne à la nouvelle particule le nom de « neutrino » (en italien : petit neutron), en plaisantant pendant une conversation avec Enrico Fermi à l'Institut de physique des Garçons de la rue Panisperna à Rome, pour le distinguer du neutron, beaucoup plus massif, découvert par James Chadwick en 1932. Fermi utilisa le mot « neutrino » à la conférence de Paris de juillet 1932 puis à la conférence Solvay de 1933, où Wolfgang Pauli l'adoptait lui aussi, l'introduisant ainsi dans la communauté scientifique internationale.
Le neutrino (en fait l’antineutrino électronique, {\displaystyle {\overline {\nu _{e}}}}, qui accompagne la formation d’un électron [ par conservation du nombre leptonique ] lors de la transformation d’un neutron en proton) est découvert expérimentalement en 1956, par Frederick Reines et Clyde Cowan, auprès d’un réacteur nucléaire. En 1962, Leon M. Lederman (1922-2018), Melvin Schwartz (1932-2006) et Jack Steinberger mettent en évidence le neutrino muonique ({\displaystyle \nu _{\mu }}) à Brookhaven. En 1978, Martin L. Perl (1927-2014) prédit l'existence du neutrino tauique ({\displaystyle \nu _{\tau }}),. En 1990, le LEP, au CERN, démontre qu’il n’existe que trois familles de neutrinos légers (certaines théories prédisant l'existence d'autres neutrinos de masse beaucoup plus importante). Enfin, en 2000, le neutrino tauique est découvert avec l’expérience DONUT (« Direct Observation of the NeUtrino Tau »),.
En 1998, l'expérience Super-Kamiokande met en évidence pour la première fois le phénomène d'oscillation des neutrinos, ce qui établit que le neutrino a une masse non nulle — bien qu'extrêmement faible.

## Caractéristiques physiques
Les neutrinos sont des particules élémentaires appartenant aux leptons (fermions de spin ½). Il en existe donc trois saveurs, une pour chaque famille de leptons : 
- le neutrino électronique ou neutrino-électron {\displaystyle \nu _{e}} ;
- le neutrino muonique ou neutrino-muon {\displaystyle \nu _{\mu }} ;
- le neutrino tauique ou neutrino-tau {\displaystyle \nu _{\tau }}.

Ils sont nommés d’après le lepton qui leur est associé dans le modèle standard.
Les neutrino ont une charge nulle et une masse encore inconnue, très faible mais non nulle.
En 1958, Maurice Goldhaber, Lee Grodzins (en) et Andrew Sunyar (de) mettent en place une expérience qui démontre que l'hélicité du neutrino est négative (le spin pointe dans la direction opposée au mouvement). Alors que toutes les autres particules connues peuvent être « droitières » (hélicité positive) ou « gauchères » (hélicité négative), les neutrinos sont toujours gauchers et les antineutrinos droitiers.

### Antineutrinos
Des faisceaux d’antineutrinos muoniques ont été produits au Fermilab, par deux expériences :
1. Main Injector Neutrino Oscillation Search (MINOS), qui consiste à envoyer un faisceau d'antineutrinos au travers de la Terre vers un détecteur positionné au fond d'une mine (mine Soudan au Minnesota). Leur voyage de 735 km dure environ 2,5 millisecondes, ce qui leur suffit pour osciller et se convertir de manière mesurable. Une surprise a été de découvrir que les antineutrinos ne semblent pas se comporter comme des neutrinos, ce qui ne correspond pas à la théorie (symétrie CPT, pour « charge, parité, temps »)[13] ;
2. Booster Neutrino Experiment (BooNE)[14].

Une des interrogations majeures persistantes au sujet du neutrino concerne la nature, encore indéterminée, de la relation entre le neutrino et l’antineutrino :
- si le neutrino est une particule de Dirac, comme le sont les autres fermions élémentaires du modèle standard, le neutrino et son antiparticule sont deux particules différentes ;
- si le neutrino est une particule de Majorana, le neutrino et l'antineutrino sont une seule et même particule.

Cette nature a des conséquences importantes, par exemple au niveau de l’asymétrie matière-antimatière de l'Univers.
Les antineutrinos seraient les antiparticules de neutrinos, particules de charge électrique nulle produites dans la désintégration bêta nucléaire. Ceux-ci sont émis lors des émissions beta -, où un neutron se transforme en un proton. Ils ont un spin de ½, et font partie de la famille de particules dite lepton.
Tous les antineutrinos observés jusqu'à présent ont une hélicité positive (au contraire de celle des neutrinos). Les antineutrinos, comme les neutrinos, n'interagissent avec leur environnement matériel que via la gravitation et la force faible, ce qui rend leur détection expérimentale très difficile. Les expériences sur l'oscillation des neutrinos montrent que les antineutrinos ont une masse, mais les expériences de désintégration bêta laissent penser que cette masse est très faible. Une interaction neutrino-antineutrino a été suggérée dans les tentatives de tester une théorie voulant que les photons résultent d'une interaction neutrino-antineutrino, proposée par Louis de Broglie.
Dans plusieurs pays, des chercheurs ont aussi commencé à étudier la possibilité d'utiliser le monitoring des antineutrinos pour évaluer la nature du combustible présent dans un réacteur nucléaire, ce qui permettrait de contribuer à une meilleure prévention de la prolifération nucléaire,,,.
Des antineutrinos ont d'abord été détectés via leurs interactions avec des protons dans un grand réservoir d'eau installé à proximité d'un réacteur nucléaire comme source contrôlable d'antineutrinos.

### Section efficace d'interaction
Les neutrinos ne possédant pas de charge électrique ni de couleur, ils interagissent uniquement par interaction faible (bien qu'ils soient a priori également sensibles à la gravité, son effet est très largement négligeable). Leur section efficace d’interaction (leur probabilité d’interagir) est donc très faible car il s'agit d’une force à courte portée.
Le rapport entre la section efficace d’un neutrino d'1 GeV, et celle d’un électron et d’un proton de même énergie est approximativement de {\displaystyle 10^{-14}/10^{-2}/1}. Sur dix milliards de neutrinos d'1 Mev qui traversent la Terre, un seul va interagir avec les atomes constituant la Terre. Il faudrait une épaisseur d’une année-lumière de plomb pour arrêter la moitié des neutrinos de passage. Cette section efficace augmente avec l'énergie du neutrino : ainsi la Terre est opaque aux neutrinos d'ultra-haute énergie (au-delà de 100 TeV).
Les détecteurs de neutrinos contiennent donc typiquement des centaines de tonnes d’un matériau et sont construits de telle façon que quelques atomes par jour interagissent avec les neutrinos entrants. Dans une supernova qui s’effondre, la masse volumique dans le noyau devient suffisamment élevée (1014 g/cm3) pour que les neutrinos produits puissent être retenus un bref moment.

### Oscillations
Des expériences ont démontré que les neutrinos pouvaient changer de saveur, c'est-à-dire se transformer continuellement d’une forme de saveur (électronique, muonique ou tauique) en une autre. Ce phénomène, appelé « oscillation des neutrinos », a été imaginé dès 1957 par Bruno Pontecorvo, puis formalisé en 1962 par 
Jirō Maki (sv), Masami Nakagawa (ja) et Shōichi Sakata dans le cas d'une oscillation à deux saveurs (voir aussi Matrice PMNS, pour « Pontecorvo-Maki-Nakagawa-Sakata »).
Pontecorvo prédit en 1967 que les oscillations devraient conduire à un déficit de neutrinos solaires vus depuis la Terre. Cette prédiction est confirmée expérimentalement dès 1968, sans toutefois que la preuve soit apportée qu'elle est bien due aux oscillations :
- ce n'est qu'en 2001 que l'observatoire de neutrinos de Sudbury met un terme au « problème des neutrinos solaires », en démontrant que c'est bien le cas ;
- mais la première mise en évidence décisive des oscillations est obtenue en 1998 par l'expérience menée dans le détecteur Super-Kamiokande, qui montre une dépendance entre le nombre de neutrinos muoniques créés par les interactions des rayons cosmiques avec l'atmosphère et la distance parcourue avant qu'ils soient détectés ;
- l'expérience OPERA a également permis d'observer en 2010 la présence d'un neutrino tauique au sein d'un faisceau de neutrinos muoniques ;
- l'expérience Double-Chooz témoigne également fin 2011[20] d'un phénomène de disparition de neutrinos électroniques, imputable à cette oscillation. En mars 2012, l'expérience de Daya Bay confirme ces résultats avec une précision accrue (5σ)[21].

### Masse
Dans le modèle standard, la théorie actuellement acceptée pour décrire le comportement des particules élémentaires, les neutrinos n'ont pas de masse. Les expériences visant à mesurer une éventuelle masse ont de fait toutes échoué, en accord avec le modèle standard.
Cependant les équations de l'interaction faible prédisent que si et seulement si les neutrinos ont une masse, alors un phénomène d'oscillation entre les différentes saveurs doit se produire lors de leur propagation. Or ces oscillations ont effectivement été observées, ce qui constitue une brèche dans le modèle standard. Les caractéristiques de ces oscillations ne fournissent pas la masse des trois neutrinos mais seulement les différences entre les carrés de leurs trois masses, par exemple {\displaystyle m(\nu _{\mu })^{2}-m(\nu _{\mathrm {e} })^{2}} et {\displaystyle m(\nu _{\tau })^{2}-m(\nu _{\mathrm {e} })^{2}} où {\displaystyle m(\nu _{\mathrm {e} })}, {\displaystyle m(\nu _{\mu })} et {\displaystyle m(\nu _{\tau })} sont les masses des neutrinos électronique, muonique et tauique, respectivement. La masse {\displaystyle m(\nu _{\mathrm {e} })} peut être nulle, si c'est le cas les deux autres valent environ  0,01 et 0,05 eV/c2.
Les oscillations sont ainsi une preuve indirecte de la masse des neutrinos, mais les méthodes actuelles de mesure directe n'ont pas la sensibilité suffisante pour la déterminer. Ce sont les contraintes cosmologiques apportées par le satellite WMAP (interprétées dans le cadre des modèles cosmologiques actuels) combinées aux résultats des expériences d’oscillations qui donnent pour la masse des trois neutrinos les limites supérieures les plus basses, qui dépendent d'hypothèses cosmologiques : m(νe) < 225 eV/c2, m(νμ) < 190 keV/c2 et m(ντ) < 18,2 MeV/c2.
Indépendamment d'hypothèses liées à des modèles, des limites supérieures à la masse des neutrinos sont données par des expériences à double désintégration bêta du tritium. La contrainte directe la plus précise obtenue en 2024 par l'expérience KATRIN (pour « Karlsruhe Tritium Neutrino ») fixe la limite supérieure à 0,75 eV/c2 (avec un intervalle de confiance de 90 %). En 2025, cette limite supérieure est abaissée à 0,45 eV/c2 (masse de l'antineutrino électronique, basée sur la mesure de l'énergie de 36 millions d'électrons collectés sur 259 jours), soit moins d'un millionième de la masse de l'électron,.

### Matière noire
La « matière noire » est une hypothèse explicative de certaines observations en astrophysique (vitesse de rotation des galaxies, etc.) qui ne s'expliquent avec les théories actuelles de la gravitation qu'en postulant une masse majoritaire dans l'univers qui n'émet aucun rayonnement. Du fait de leurs propriétés, les neutrinos étaient une piste de solution.
Cependant, les informations expérimentales dont on dispose sur la masse des neutrinos montrent qu'elle est insuffisante pour constituer une solution à ce problème.

### Naissance
Les premiers neutrinos seraient apparus il y a environ 13,7 milliards d’années, peu après la naissance de l’univers. Depuis, ce dernier n’a cessé de s’étendre et de se refroidir, et ces neutrinos, dits neutrinos cosmologiques, ont fait leur chemin. Théoriquement, ils forment aujourd’hui un fond de rayonnement cosmique de température 1,9 K, le fond cosmologique de neutrinos. L'énergie de ces neutrinos est cependant bien trop faible pour qu'ils puissent être détectés avec les technologies actuelles. Les autres neutrinos que l’on trouve dans l’univers sont créés au cours de la vie des étoiles ou lors de l’explosion des supernovas.
La majeure partie de l’énergie dégagée lors de l’effondrement d’une supernova est rayonnée au loin sous la forme de neutrinos produits quand les protons et les électrons se combinent dans le noyau pour former des neutrons. Ces effondrements de supernova produisent d’immenses quantités de neutrinos. La première preuve expérimentale de ceci fut fournie en 1987, quand des neutrinos provenant de la supernova SN 1987A ont été détectés par les expériences japonaise Kamiokande et américaine IMB.

## Vitesse des neutrinos
Selon la théorie de la relativité et le modèle standard qui en découle, tous deux basés sur l'invariance de Lorentz, une particule de masse non nulle ne peut avoir une vitesse supérieure ou égale à celle de la lumière dans le vide.
De nombreux théoriciens ont cependant postulé que le neutrino pourrait être un tachyon, une particule imaginée par Gerald Feinberg en 1967, qui se déplace plus vite que la lumière tout en respectant les postulats de la relativité restreinte,,,.

### Expériences OPERA (2011) et ICARUS (2012)
En septembre 2011, la collaboration de physiciens travaillant sur l'expérience OPERA annonce que le « temps de vol » mesuré des neutrinos muoniques d'une énergie de 17 GeV produits au CERN est inférieur de 60,7±(6,9)stat±(7,4)syst ns à celui attendu pour des particules se déplaçant à la vitesse de la lumière,. Une réédition de cette expérience deux mois plus tard, avec des paquets plus courts afin de minimiser les inexactitudes liées à cette donnée, aboutit au même résultat.
Cela aurait pu signifier que le neutrino se déplace à une vitesse très légèrement supérieure à la vitesse de la lumière : 299 799,9 ± 1,2 km/s, soit 7,4 km/s de plus que la vitesse de la lumière.
Le 22 février 2012, la revue Science fait état d'une mauvaise connexion au niveau de la fibre optique reliant un GPS à une carte électronique du dispositif expérimental d'OPERA et qui pourrait être à l'origine de l'effet observé,. Le 23 février, le CERN a confirmé que cette hypothèse était en cours d'investigation, tout en mentionnant une autre défaillance possible au niveau d'un oscillateur utilisé pour la synchronisation avec un GPS, qui accentuerait l'effet observé. Critiqués pour avoir publié leurs observations sans attendre toutes les vérifications, Antonio Ereditato, le porte-parole et Dario Autiero, le coordinateur d'OPERA, ont démissionné fin mars 2012.
En mars 2012, l'expérience ICARUS (en), située elle aussi à Gran Sasso, a montré que les neutrinos d'OPERA ne vont pas plus vite que la lumière,,.

### Expérience MINOS (2007)
En 2007, l'expérience similaire MINOS, menée au Fermilab aux États-Unis, sur une distance de 734 km avec des neutrinos d'énergie centrée autour de 3 GeV, avait obtenu {\displaystyle {{v-c} \over {c}}=(5,1\pm (7,5))\times 10^{-5}}, avec un taux de confiance de 99 %. Cette mesure restait compatible avec la vitesse de la lumière dans les marges d'incertitude liées à la mesure : bien que la moyenne statistique soit supérieure à la vitesse de la lumière dans le vide, l'écart est inférieur aux incertitudes statistiques de l'expérience, ce qui ne permet que de donner une valeur maximale de masse dans le cadre de la théorie relativiste classique. Le détecteur de l'expérience MINOS est en cours de modification pour améliorer la précision de mesure des temps de vol.

### Observation SN 1987A (1987)
L'observation en 1987 des neutrinos et antineutrinos électroniques émis par la supernova SN 1987A (avec une énergie de l'ordre de 10 MeV donc très inférieure à celle d'OPERA) ne semble pas compatible avec ces mesures. En effet, ils ont été détectés environ trois heures avant que la supernova ne soit observée visuellement, ce qui rend très improbable la coïncidence entre leur arrivée et l'explosion de la supernova : en voyageant à une vitesse de l'ordre de celle déduite de la mesure d'OPERA, ils auraient dû arriver sur Terre environ quatre ans avant les photons. Avec l'hypothèse que les neutrinos et les photons ont été émis successivement durant ces trois heures, ce qui est en bon accord avec les modèles théoriques de supernova, l'écart maximal entre les deux vitesses (la distance entre la supernova et la Terre étant 168 000 années-lumière) est : {\displaystyle {{|v-c|} \over {c}}<2\times 10^{-9}}.

### Expérience T2K
Le porte-parole de l'expérience internationale T2K (pour « Tokai to Kamioka »), située au Japon, annonce en 2011 que la possibilité de reproduire l'expérience est à l'étude.

### Expérience KM3NeT/ARCA
En février 2025, les chercheurs de l'expérience KM3NeT/ARCA annoncent avoir détecté en février 2023 un neutrino(KM3-230213A) de 220 PeV, trente fois plus énergétique que le précédent record. Son origine est inconnue, mais la direction dont il provenait ne coïncide avec aucune source énergétique connue, ce qui semble indiquer qu'il ne provient pas de notre galaxie. Il pourrait s'agir de la première détection d'un neutrino cosmogénique, issu d'une interaction de rayons cosmiques ultra-énergétiques avec des photons du fond diffus cosmologique.
Il a été détecté par l'ARCA, un observatoire à neutrinos installé au large de la Sicile à 3 500 m de profondeur, spécialisé dans la détection de neutrinos de haute énergie.

## Les neutrinos en physique expérimentale

### Types de détecteurs de neutrinos
Il y a plusieurs types de détecteurs de neutrinos. Leur principal point commun est d’être composé d’une grande quantité de matériel, étant donné la faible section efficace d’interaction des neutrinos. Ils sont également généralement situés profondément sous terre ou sous la mer, afin de s’affranchir du bruit de fond occasionné par le rayonnement cosmique.
- Les détecteurs au chlore furent les premiers employés et se composent d’un réservoir rempli de tétrachlorure de carbone (CCl4). Dans ces détecteurs, un neutrino convertit un atome de chlore en un atome d’argon. Le fluide doit être purgé périodiquement avec du gaz hélium qui enlève l’argon. L’hélium doit alors être refroidi pour le séparer de l’argon. Ces détecteurs avaient le désavantage majeur de ne pas déterminer la direction du neutrino entrant. C’est le détecteur au chlore de Homestake, dans le Dakota du Sud, contenant 520 tonnes de liquide, qui détecta la première fois le déficit des neutrinos solaires et qui permit de découvrir le problème des neutrinos solaires.
- Les détecteurs au gallium sont semblables aux détecteurs au chlore mais sont plus sensibles aux neutrinos de faible énergie. Dans ces détecteurs, un neutrino convertit le gallium en germanium qui peut alors être détecté chimiquement. Ce type de détecteur ne fournit pas non plus d’information sur la direction du neutrino.
- Les détecteurs à eau ordinaire, ou détecteur Čerenkov, tels que Super-Kamiokande. Ils sont constitués d’un grand réservoir d’eau pure entouré par des détecteurs très sensibles à la lumière, des tubes photomultiplicateurs. Dans ces détecteurs, un neutrino transfère son énergie à un lepton chargé, qui se déplace alors plus rapidement que la lumière dans ce milieu[note 1], ce qui engendre, par effet Tcherenkov, une production de lumière caractéristique permettant de remonter à la trajectoire initiale de la particule. Les avantages de ce type de détecteur sont de détecter à la fois la direction du neutrino, sa saveur et son énergie. Il autorise également un large volume de détection pour un coût minime, ce qui permet d’augmenter significativement le nombre de neutrinos détectés. C’est ce type de détecteur qui a enregistré le « sursaut » de neutrinos de la supernova 1987a.
- Les détecteurs à eau lourde emploient trois types de réactions pour détecter les neutrinos : la même réaction que les détecteurs à eau légère, une réaction impliquant la collision d’un neutrino avec le neutron d’un noyau de deutérium, ce qui libère un électron, et une troisième réaction dans laquelle le neutrino casse un noyau de deutérium en proton et neutron sans lui-même changer de nature. Les résultats de ces réactions peuvent être détectés par des tubes photomultiplicateurs et des détecteurs de neutrons. Ce type de détecteur est en fonction dans l’observatoire de neutrinos de Sudbury.
- Les détecteurs à liquide scintillant, tels ceux des expériences Double Chooz et Kamland (en), permettent de détecter des neutrinos d’énergie de l’ordre du MeV. Ils sont en général pour cette raison utilisés pour détecter les neutrinos en provenance de centrales nucléaires. Le liquide scintillant permet de détecter très précisément l’énergie du neutrino, mais ne donne pas d’information quant à sa direction.
- Le détecteur à film photographique OPERA, installé dans le tunnel du Gran Sasso en Italie, détecte les neutrinos émis par un faisceau généré au CERN par une technique originale : des couches photographiques sont alternées avec des feuilles de plomb, afin de détecter l’oscillation du neutrino muonique en neutrino tauique. Le développement des films photographiques permet de reconstruire la topologie de l’interaction, afin d’identifier le tau issu de l’interaction du neutrino tauique.
- Les détecteurs de double désintégration bêta : ils permettent de détecter le spectre de la double désintégration bêta avec émission de deux neutrinos, afin de chercher l’existence d’une double désintégration bêta sans émission de neutrinos, ce qui prouverait que le neutrino et l’anti-neutrino sont une seule et même particule (neutrino de Majorana, par opposition au neutrino classique, de Dirac). Ils sont de deux types : calorimétrique tels GERDA[46] et CUORE, ils détectent seulement l’énergie totale de la double désintégration bêta pour reconstruire fidèlement le spectre d’énergie ; trajectographe-calorimètre pour l’expérience NEMO3 et le projet SuperNEMO, qui détectent le spectre en énergie et la trajectoire des deux électrons afin de rejeter le plus de bruit de fond possibl2.
- Les détecteurs à diffusion cohérente sont des dispositifs mettant à profit la diffusion d'un atome (et non de l'un de ses constituants élémentaires) par un neutrino. Conçus en 2017[47], ils ont la particularité d'être de petite dimension (et ils ne pèsent que quelques kilogrammes) et de détecter des neutrinos de faible énergie[48],[49],[50].

### Expériences actuelles
Différentes expériences de physique des particules cherchent à améliorer les connaissances sur les neutrinos, et en particulier sur leurs oscillations. Outre les neutrinos créés par les réactions nucléaires dans le Soleil et ceux venant de la désintégration bêta dans les centrales nucléaires, les physiciens étudient également des neutrinos créés dans les accélérateurs de particules (comme dans les expériences K2K (pour « KEK to Kamioka ») et CNGS/OPERA).
L’avantage de ce type d’expérience est de pouvoir contrôler le flux et le moment où les particules sont envoyées. De plus, on connaît leur énergie et la distance qu’elles parcourent entre leur production et leur détection. On peut ainsi se placer aux extremums des oscillations, où la mesure des paramètres d’oscillation est la plus précise.
Ainsi, le détecteur OPERA, installé dans le tunnel du Gran Sasso en Italie, cherche depuis 2006 à détecter les neutrinos tauiques issus de l’oscillation de neutrinos muoniques générés au CERN, à 731 km. Le 31 mai 2010, la collaboration OPERA a annoncé avoir mis en évidence avec une probabilité de 98 % un évènement de ce type, ce qui serait la première constatation d’une oscillation vers le neutrino tauique.
L'expérience T2K (pour « Tokai to Kamioka »), située au Japon, utilise un faisceau de neutrinos créé par l’accélérateur JPARC à Tokai. À la manière de son prédécesseur K2K, il détecte le flux de neutrinos par un ensemble d’appareils complémentaires à 280 m du point de création du faisceau, puis observe les neutrinos interagissant à 295 km de là dans le détecteur Čerenkov à eau Super-Kamiokande. En mesurant l’apparition de neutrinos électroniques dans ce faisceau de neutrinos muoniques, il compléterait pour la première fois la matrice d’oscillation des neutrinos.
L'expérience Double CHOOZ, située en France (Chooz, Ardennes), utilise le réacteur nucléaire de Chooz afin d’en détecter les neutrinos électroniques. Un détecteur proche et un lointain permettent de mesurer la différence de flux et ainsi une disparition de ces neutrinos, caractéristique du phénomène d’oscillation. L’objectif est donc similaire à celui de l’expérience T2K, mais par des méthodes complémentaires.
L'expérience Daya Bay fonctionne selon le même principe. Le 8 mars 2012, elle fut la première à mesurer le paramètre d'oscillation θ13 à un niveau de confiance de plus de 5σ.
L’expérience KATRIN (pour « Karlsruhe Tritium Neutrino »), installée en Allemagne, cherche quant à elle à mesurer directement la masse du neutrino, par l’étude du spectre de désintégration bêta du tritium.
Dans l'expérience IceCube, 5 160 capteurs optiques sont répartis au sein d'un kilomètre cube de glace, en Antarctique. Un neutrino de haute énergie qui a traversé la Terre sans encombre a une toute petite chance de percuter un atome de la glace, en créant une cascade de particules et de brefs éclairs lumineux. L'orientation et la forme de ces éclairs permettent de connaître la direction d'où provient le neutrino et de distinguer sa saveur (électronique, muonique ou tauique). En septembre 2017, IceCube détecte un neutrino d'énergie supérieure à 290 TeV (plus de 20 fois celle des collisions proton-proton du LHC), apparemment émis par le blazar TXS0506+056, qui a aussi émis un sursaut gamma et des protons de très haute énergie, enregistrés par le télescope spatial Fermi et des télescopes terrestres,.

### Les télescopes à neutrinos
Notre ciel a toujours été observé à l’aide des photons à des énergies très différentes allant des ondes radios aux rayons gamma. L’utilisation d’une autre particule pour observer le ciel permettrait d’ouvrir une nouvelle fenêtre sur l’Univers. Le neutrino est pour cela un parfait candidat :
- il est stable et ne risque pas de se désintégrer au cours de son parcours ;
- il est neutre et n’est donc pas dévié par les champs magnétiques. Il est donc possible de localiser approximativement la direction de sa source ;
- il possède une très faible section efficace d’interaction et peut ainsi s’extirper des zones denses de l’univers comme les abords d’un trou noir ou le cœur des phénomènes cataclysmiques (il faut préciser que les photons que nous observons des objets célestes ne nous proviennent que de la surface des objets et non pas du cœur) ;
- il n’interagit que par interaction faible et transporte ainsi des informations sur les phénomènes nucléaires des sources, contrairement au photon qui est issu de processus électromagnétiques.

Une nouvelle astronomie complémentaire est ainsi en train de se créer depuis une dizaine d’années.
Un des principes possibles pour un tel télescope est d’utiliser la Terre comme cible permettant d’arrêter les neutrinos astrophysiques. Lorsqu'un neutrino muonique traverse la Terre, il a une faible chance d’interagir et ainsi d’engendrer un muon. Ce muon, s’il a une énergie au-delà d’une centaine de GeV, est aligné avec le neutrino et se propage sur une dizaine de kilomètres dans la Terre. S’il a été créé dans la croûte terrestre, il va pouvoir sortir de la Terre et se propager dans la mer où seraient installés les télescopes à neutrinos. Ce muon allant plus vite que la lumière dans l’eau, il engendre de la lumière Čerenkov, l’équivalent pour la lumière du bang supersonique. Il s’agit d’un cône de lumière bleutée.
Ce type de télescope à neutrinos est constitué d’un réseau tridimensionnel de détecteurs de photons (des photomultiplicateurs) qui permet de reconstruire le cône Čerenkov, et donc la trajectoire du muon et du neutrino incident, et ainsi la position de la source dans le ciel. La résolution angulaire actuelle est de l’ordre du degré.
Ces télescopes à neutrinos sont déployés dans un grand volume d’eau liquide ou de glace pour que la lumière émise par le muon soit perceptible, des dimensions de l’ordre du kilomètre cube étant requises pour avoir une sensibilité suffisante aux faibles flux cosmiques. Ils doivent être placés sous des kilomètres d’eau pour, d’une part, être dans l’obscurité absolue, et, d’autre part, pour avoir un blindage aux rayons cosmiques qui constituent le bruit de fond principal de l’expérience.
Les télescopes à neutrinos, ces immenses volumes situés aux fonds des eaux et regardant sous nos pieds, constituent une étape majeure dans le développement de l’astrophysique des particules et devraient permettre de nouvelles découvertes en astrophysique, cosmologie, matière noire et oscillations de neutrinos. Sont actuellement en fonctionnement IceCube, en Antarctique, et Antares, dans la mer Méditerranée.

## Les neutrinos au-delà du modèle standard
Depuis que les spécialistes postulent que les neutrinos ont une masse, les théoriciens ont développé de nombreuses théories dites « au-delà » du modèle standard, afin notamment d’expliquer cette masse.

### Théorie des tachyons
Le terme de « tachyon » (rapide en grec) a été introduit pour désigner des particules théoriques capables de se déplacer à des vitesses supérieures à celle de la lumière dans le vide, limite pourtant indépassable selon le modèle standard. Il s'agit donc là de la première théorie « au-delà » de ce modèle, compatible avec les résultats de 2011 de l'expérience OPERA. Cependant, cette observation s'est avérée faussée, à la suite d'un problème technique au sein du matériel d'observation.

### Modèle de la «balançoire»
Un des modèles les plus prometteurs est le modèle du see-saw (« balançoire »). Dans ce modèle, des neutrinos de chiralité droite sont introduits (on étend donc le contenu en particules du modèle standard d’où l’appellation « au-delà ») que l’on suppose très massifs (bien au-delà de l’échelle électrofaible). Cette dernière hypothèse est justifiée par le fait que l’on ne les a jamais observés jusqu'à présent, et par des considérations de symétrie. Par ce biais, on arrive à expliquer la faible masse des neutrinos gauches, qui seraient ceux que l’on observe jusqu'à présent. Il existe en effet un lien très fort entre la masse des neutrinos gauches et celle des neutrinos droits : elles sont inversement proportionnelles. Donc plus les neutrinos droits sont lourds, plus les neutrinos gauches sont légers.
Ce modèle considère les neutrinos comme des particules de Majorana, fait qui sera infirmé ou confirmé dans les prochaines années par l’expérience NEMO étudiant la double désintégration β sans neutrino. L’un des attraits de ce modèle est qu’il pourrait permettre d’expliquer l’asymétrie (ou plutôt dissymétrie puisqu'on parle de « brisure de symétrie », selon le langage de Prigogine) matière/antimatière de notre Univers. En effet, les spécialistes se demandent encore en 2025 pourquoi l’Univers contient (plutôt) de la matière, sans (presque aucune) antimatière. Des processus issus de la désintégration des neutrinos droits dans des périodes où l’Univers était très jeune permettraient de comprendre ce phénomène. Les processus impliqués sont appelés la leptogénèse et la baryogénèse.

### Modèle des neutrinos «stériles»
Une autre évolution théorique au-delà du modèle standard postule l'existence de neutrinos stériles,,. Ces neutrinos ne subiraient aucune interaction électrofaible, mais uniquement la gravitation. Leur masse devrait alors être plus importante que celle des trois neutrinos « classiques ».
Ces neutrinos stériles, qui devraient être au nombre de deux (soit cinq neutrinos) et pouvant osciller avec les trois neutrinos connus, permettraient d'expliquer une anomalie observée depuis longtemps concernant le flux des antineutrinos de réacteurs. En outre, l'existence de deux neutrinos stériles induit naturellement la brisure de la symétrie CP (charge, parité) des leptons, permettant une explication au ratio matière/antimatière. D'autres points durs actuels en nucléosynthèse stellaire (production de noyaux lourds par des neutrons rapides ou encore au cours des bursts de neutrinos lors de supernova) peuvent également être expliqués à partir de ce formalisme. De plus, étant massifs et n'interagissant que par gravitation, les neutrinos stériles sont candidats à la matière noire.

### Modèle à géométrie non commutative
La géométrie non commutative, dans le formalisme d’Alain Connes, permet de reformuler également de façon élégante la plupart des théories de jauge avec brisure spontanée de symétrie. Dans cette optique, R. Wulkenhaar s’est intéressé au modèle 141#141 de grande unification et a obtenu ainsi de manière naturelle le lagrangien de Yang-Mills couplé au champ de Higgs. Ce modèle, où tous les fermions font partie d’une même représentation irréductible, contient obligatoirement des neutrinos massifs. Une contrainte naturelle, provenant du formalisme utilisant la géométrie non commutative, permet de fournir une prédiction pour la masse de ces particules.